# 万葉公園足湯施設独歩の湯

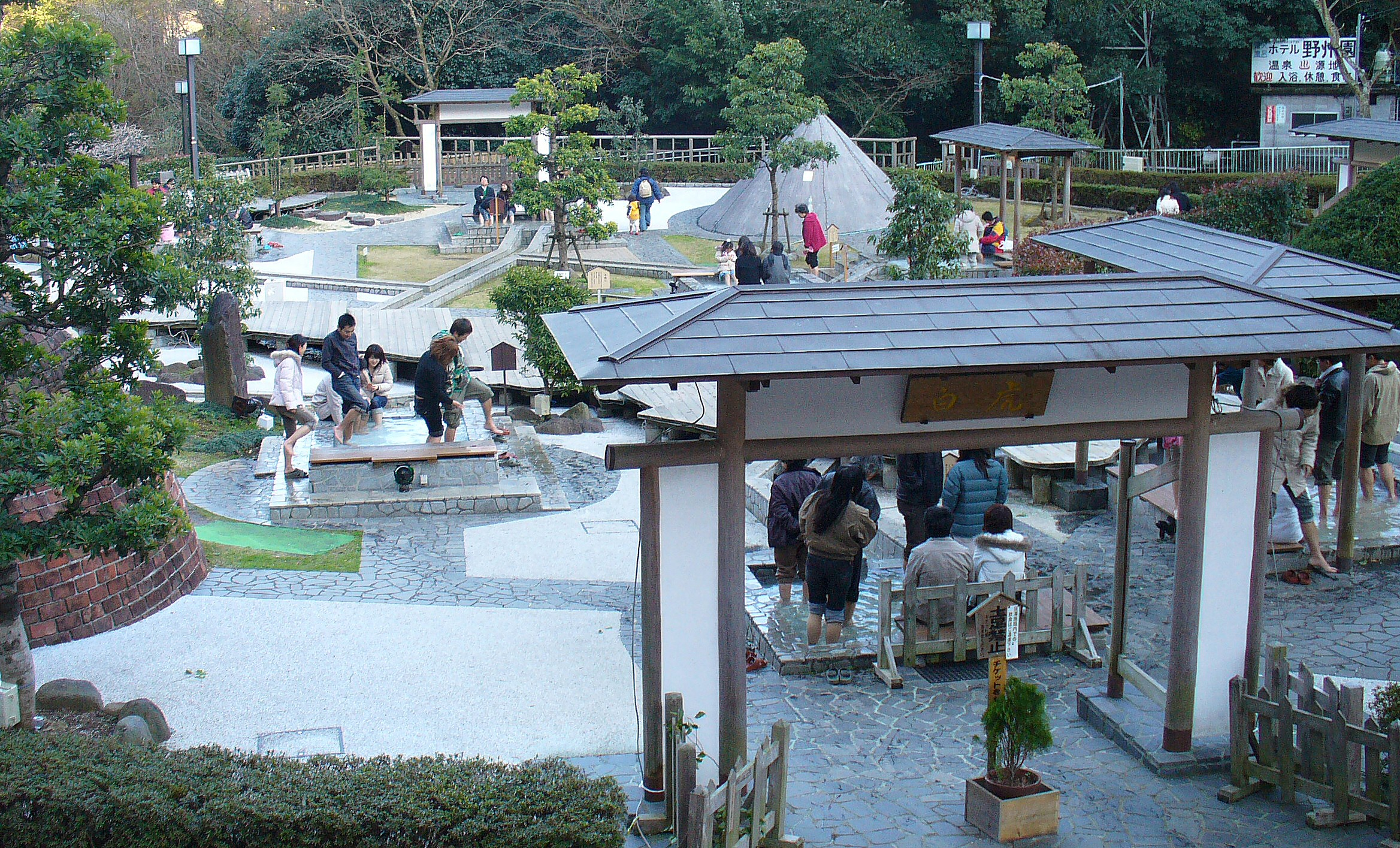
独歩の湯

万葉公園足湯施設 独歩の湯（まんようこうえんあしゆしせつ どっぽのゆ）は、神奈川県湯河原町の万葉公園内にあった湯河原町営の足湯専用温泉施設。足湯専用施設としては、日本最大級だった。2001年（平成13年）1月オープン。万葉公園のリニューアル工事に伴い、2020年（令和2年）3月末に閉園。跡地は日帰り温浴施設「惣湯（そうゆ）」等へ再整備される予定。

## 概要
名称は湯河原に滞在し、小説「湯が原より」を書いた国木田独歩にちなむ。
平城京や平安京で用いられた地理風水の考えを採用し、日本列島を模し建設された。その敷地内に、さまざまな効能を持つ9つの「泉（足湯）」を置く。
通常、足湯施設の大きさは通りすがり程度に寄れる数坪程度で、故に無料の場合が多い。しかし、独歩の湯は規模が大きく、9つの効能が異なる足湯で構成されていることもあり、足湯には珍しく有料の施設となっている。

## 所在地
神奈川県足柄下郡湯河原町宮上704

## 営業日・営業時間
- 営業日：毎月最終日を除く毎日（最終日が休日の場合はその前日）
- 営業時間：10:00～18:00(11月1日～翌年2月末日は10:00～17:00） 
※各店舗は営業時間が異なる。

## 沿革
- 2000年（平成12年）12月 - 仮オープン。
- 2001年（平成13年）1月 - オープン。
- 2001年（平成13年）3月 - 日本テレビドラマ「いくつもの海を越えて」で登場。
- 2004年（平成16年）10月2日 - テレビ東京系「出没!アド街ック天国」で登場（2位の万葉公園の1施設として[3]。同番組では2008年11月22日[4]、2017年1月28日[5]でも2位で紹介されている）。
- 2010年（平成22年）6月 - TBSテレビドラマ「ヤンキー君とメガネちゃん」で頭の良くなる足湯として登場。
- 2010年（平成22年）9月 - 日本テレビドラマ「美丘」で登場。
- 2020年（令和2年）3月末 - 閉園。

## 施設

### 足湯
利用料金
- 大人 300円
- 小中学生 200円

### その他
- マッサージ
- 飲食施設

## 交通アクセス

### 自動車
- 湯河原観光会館（神奈川県足柄下郡湯河原町宮上566）に車を停め徒歩10分

### バス
- 湯河原駅2番乗り場より不動滝・奥湯河原行き路線バス（箱根登山バス・伊豆箱根バス共同運行）に乗車後、落合橋バス停で下車徒歩10分

### タクシー
- 湯河原駅より約15分